# 스클레이터게논
스클레이터게논 (Cercopithecus sclateri)은 구세계원숭이의 일종이다. 스클레이터원숭이와 나이지리아원숭이로도 알려져 있으며, 1904년 레지널드 인스 포칵에 의해 처음 기록되었으며, 학명은 필립 스클레이터의 이름에서 유래했다.